# Центар за културу Сопот
| Центар за културу Сопот |                                                                    |
| Оснивач:                | Градска општина Сопот                                              |
| Основан:                | 1974.                                                              |
| Седиште:                | Космајски трг 7, · Космај Србија                                   |
| Веб презентација        | http://czksopot.org.rs/ Архивирано на веб-сајту (20. октобар 2016) |
| Контакт:                | 011/8251-238                                                       |

Центар за културу Сопот је установа културе од значаја за ГО Сопот. Са радом је отпочео 1974. године, спајањем Народног универзитета, основаног 1962. године и Дома културе „Дани слободе”. Новонастала установа је добила назив Центар за образовање и културу Сопот, при којем је радила и Библиотека, као његов саставни део.
Од почетка 1990. године, издвајањем Народне библиотеке „Космај” која наставља да ради као једна од организационих јединица Библиотеке града Београда, односно као једна од удружених библиотека Београда, формира се нова организација са називом Центар за културу и образовање Сопот. Са промењенним називом наставља да остварује функцију у културно-образовној делатности и филмско-приказивачкој области. Центар за образовање и културу 2. јуна 1994. године мења назив у Центар за културу Сопот.
Центар за културу Сопот организује уметничке изложбе скулптура и слика, концерте класичне музике, приказује филмове, позоришне представе као и разне врсте курсева за језике, ликовне уметности итд.
Сваке године током јула месеца у Центру се одржава Филмски фестивал Сопот - СОФЕСТ, као један од најстаријих фестивала у Србији.